# Portugiesisch-syrische Beziehungen
Die portugiesisch-syrischen Beziehungen umfassen das zwischenstaatliche Verhältnis zwischen Portugal und Syrien. Die Länder unterhalten seit 1975 diplomatische Beziehungen, die seit dem Massaker von Hula 2012 ausgesetzt sind.
Die internationalen Beziehungen Syriens sind seit dem Bürgerkrieg in Syrien seit 2011 zu vielen Staaten im Ausnahmezustand, so auch zu Portugal. Die portugiesisch-syrischen Beziehungen galten zuvor traditionell als gut, jedoch wenig intensiv. Die bedeutendsten Verbindungsglieder bestehen in der gemeinsamen Mitgliedschaft in EU-Foren der Europäischen Nachbarschaftspolitik, insbesondere die euro-mediterrane Partnerschaft und die Union für den Mittelmeerraum, neben dem bilateralen Handel und einigen, heute noch wenig ausgeprägten historischen Bezugspunkten. Auch über Kulturschaffende beider Länder oder Engagements portugiesischer NGOs in Syrien (etwa die Einsätze der Assistência Médica Internacional), bestehen Verbindungen. Auch das Portugiesische Rote Kreuz ist in der humanitären Hilfe in Syrien engagiert und sammelte bis Anfang 2018 etwa zehn Millionen Euro private Spendengelder für Hilfslieferungen und Einsätze in Syrien ein. Portugal hat zudem selbst einige tausend syrische Flüchtlinge aufgenommen.
Mit der Síria ist eine der zahlreichen autochthonen Rebsorten Portugals nach dem Land Syrien benannt.

## Geschichte

### Bis zum 19. Jahrhundert
Seit der Eroberung des heutigen Syriens durch Alexander den Großen nach der Schlacht bei Issos ab 333 v. Chr. gehörte Syrien zum Einflussbereich der Griechen, die bis Portugal Handel trieben und dort auch eigene Handelsposten unterhielten.

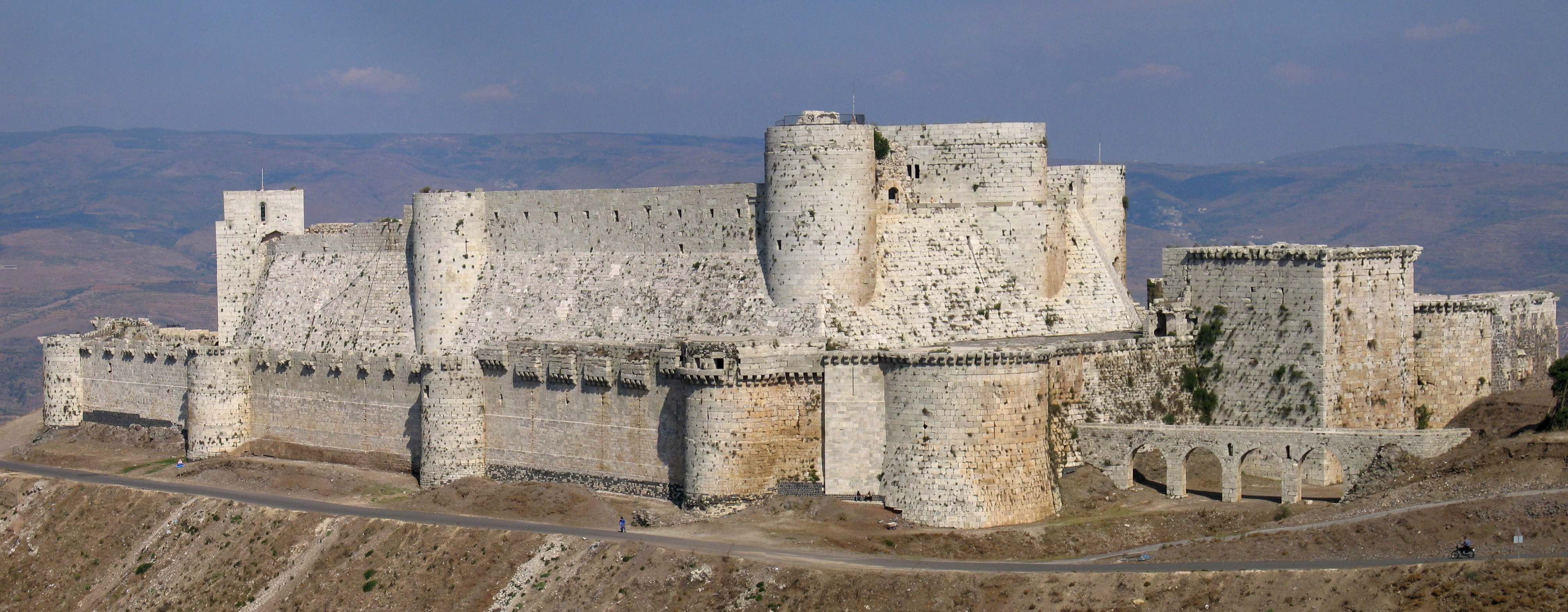
Die Festung Krak des Chevaliers in Syrien: die Burg des Hospitaliter-Ordens wurde ab 1170 auch durch portugiesische Ordensritter neu errichtet

Das heutige Portugal wurde als Lusitania ab 206 v. Chr. Teil des Römischen Reiches, zu dem seit 64 v. Chr. Dann auch das heutige Syrien gehörte, als Provinz Syria. Sie blieben beide unter römischer Herrschaft, bis zum Untergang des Römischen Reiches im 5. Jh.
Das heutige Syrien wurde danach oströmisch, bis zur Schlacht am Jarmuk im August 636, in der muslimische Araber die Region eroberten. Ab 711 wurde auch Portugal von den Arabern erobert. Beide Gebiete gehörten danach zum Arabischen Reich, bis Portugal im Verlauf seiner Reconquista 1139 ein unabhängiges Königreich wurde.
Im Rahmen der Kreuzzüge kamen auch eine Vielzahl portugiesischer Ritter in den Nahen Osten. Insbesondere im Johanniter-Hospitaliterorden und späteren Malteserorden spielten Ritter aus Portugal dabei eine bedeutende Rolle, etwa bei der Errichtung der Festung Krak des Chevaliers.
Im heutigen Syrien entstanden mit der Grafschaft Edessa und dem Fürstentum Antiochia zwei der Kreuzfahrerstaaten. Ab 1127 wurden die Kreuzfahrer zunehmend aus Syrien vertrieben.
1174 eroberte Saladin Syrien, das fortan zu Ägypten gehörte. Mit der endgültigen Vertreibung der Johanniter aus der Burg Krak des Chevaliers 1271 verließen vermutlich die letzten portugiesischen Ritter das heutige Syrien.
1517 wurde Syrien Teil des Osmanischen Reichs, während das unabhängige Königreich Portugal seit dem 15. Jahrhundert sein eigenes Weltreich aufbaute. Zwar sahen sich die portugiesischen Eroberer mit dem Beginn der Portugiesischen Expansion teils weiter im Geiste der Kreuzzüge agieren, als Eroberer der Säulen des Herakles und damit des westlichen Endes des Mittelmeeres als Verlängerung des östlichen Mittelmeers und des heiligen Landes. Jedoch richtete die portugiesische Führung ihre Aufmerksamkeit immer stärker auf den Handel und betrieb diesen mit Afrika und vor allem Asien, so dass es dabei kaum zu direkten Berührungspunkten zwischen Portugal und dem heutigen Syrien kam. Möglicherweise trafen in den arabisch-portugiesischen Konflikten zwischen Ostafrika und Fernost auch Portugiesen und Syrer auf einander.

### Vom 19. Jahrhundert bis 2011
Bis zum Ersten Weltkrieg blieb Syrien osmanisch und kam ab 1920 unter französische Verwaltung, bis zu seiner formalen Unabhängigkeit 1946. Schon 1945 war Syrien Gründungsmitglied der Vereinten Nationen, das rückwärtsgewandte Portugal unter Diktator Salazar wurde erst 1955 Mitglied.
Direkte diplomatische Beziehungen gingen Portugal und Syrien erst 1975 ein, nach der 1974 erfolgten linksgerichteten Nelkenrevolution und dem folgenden Ende des kolonialen Estado Novo-Regimes in Portugal. Erstmals akkreditierte sich ein portugiesischer Vertreter im Jahr 1977 in der syrischen Hauptstadt Damaskus. Gegenseitige Botschaften eröffneten die Länder seither nicht.

### Seit Ausbruch des Bürgerkriegs in Syrien 2011

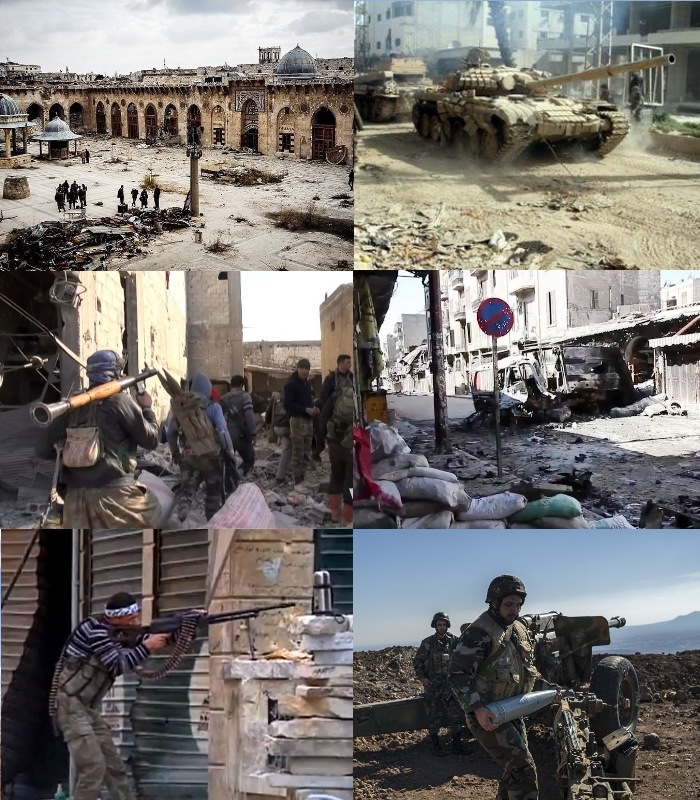
Der Bürgerkrieg in Syrien forderte seit 2011 unzählige Tote und Verletzte. Auch portugiesische Hilfsorganisationen sind in der Hilfe für Syrien und syrische Geflüchtete engagiert, und auch Portugal ist an der internationalen Hilfe für Syriens Friedensprozess beteiligt.

Nach dem Massaker von Hula am 26. Mai 2012 brach Portugal seine diplomatischen Beziehungen zu Syrien ab und erklärte den für Portugal akkreditierten syrischen Botschafter als Persona non grata. Außenminister Paulo Portas bezeichnete die Vorkommnisse von Hula als „gefährlich nahe an Verbrechen gegen die Menschlichkeit“ und befürwortete neue Maßnahmen des UN-Sicherheitsrats.
2013 schickte Guinea-Bissau 74 syrische Flüchtlinge, die dort mit falschen türkischen Pässen abgewiesen worden waren, mit einem Flug der TAP Air Portugal von Bissau nach Lissabon weiter. Nachdem die 53 Erwachsenen und 21 Kinder von der portugiesischen Ausländer- und Grenzbehörde SEF (Serviço de Estrangeiros e Fronteiras) registriert und in sozialen Einrichtungen in Portugal untergebracht wurden, untersagte die Behörde vorübergehend alle Flüge zwischen Bissau und Lissabon, um weitere illegale Einwanderung in die EU zu unterbinden. Die anschließende diplomatische Krise in den guinea-bissauisch-portugiesischen Beziehungen konnte später beigelegt werden.
Im Zuge der EU-Flüchtlingsabkommen und anderer zwischenstaatlicher Bemühungen gehörte Portugal dann zu den Ländern, die nicht nur bereit waren, über verschiedene Programme syrische Flüchtlinge aus der Türkei und anderen Ländern aufzunehmen, sondern darüber hinaus mehr als die vereinbarten Kontingente aufnahmen. 2015 kamen die ersten aus Syrien nach Ägypten, Griechenland und die Türkei geflüchteten Menschen in Portugal an. Jedoch ist Portugal als kleines und wirtschaftlich vergleichsweise schwächeres EU-Land unter den syrischen Flüchtenden kaum bekannt, so dass Portugal Teams in die Aufnahmelager in der Türkei, in Griechenland und Ägypten schickt, um Menschen von dort über Portugal und ihre dortigen Möglichkeiten aufzuklären und sie nach Portugal zu bringen. In Portugal wiederum sorgte die Berichterstattung über die überwiegend positiven Erfahrungen der syrischen Flüchtlinge und die überwiegend gelungenen Integrationsbespiele für eine anhaltend hohe Akzeptanz, trotz erst langsam abgebauter gegenseitiger Unkenntnis, Skepsis und Vorurteile.
Unter den Kämpfern des sogenannten Islamischen Staats in Syrien waren oder sind auch einige Dutzend Portugiesen, von denen ein Teil bereits wieder in Portugal festsitzt, andere noch in Syrien kämpfen oder bereits dort umkamen.
Portugal gehört der Internationalen Allianz gegen den Islamischen Staat an, ist jedoch nicht direkt mit eigenen Kräften in Syrien beteiligt.

## Diplomatie
Portugal hat keine eigene Botschaft in Syrien, das Land gehört zum Amtsbezirk des portugiesischen Botschafters in Zypern. In der syrischen Stadt Aleppo ist ein portugiesisches Honorarkonsulat eingerichtet.
Syrien führt ebenfalls keine eigene Botschaft in Portugal, zuständig ist der syrische Vertreter in der französischen Hauptstadt Paris. Syrische Konsulate bestehen in Portugal nicht.

## Migration

### Allgemeine Situation

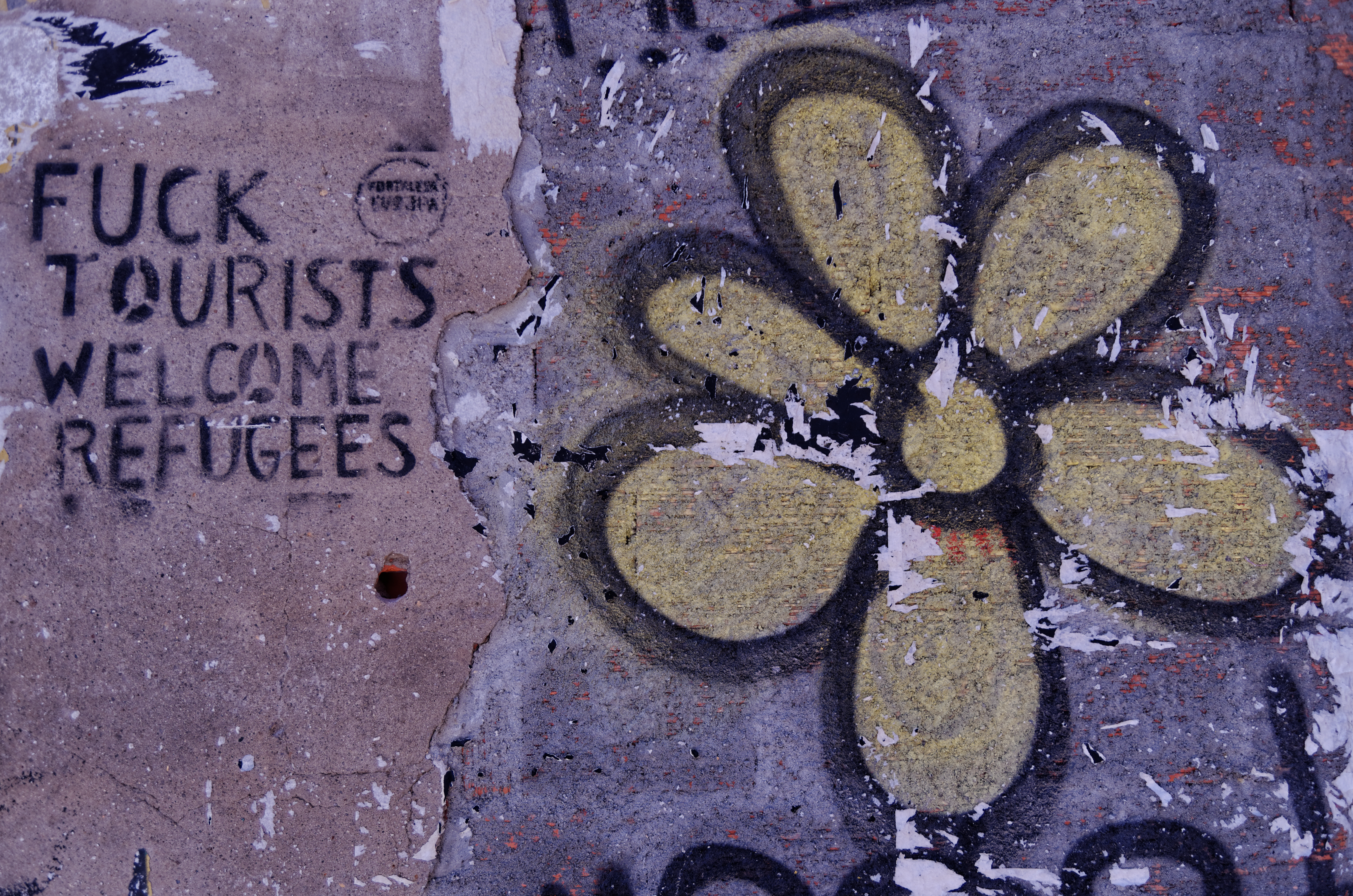
Flüchtlingsfreundliches Graffito in Coimbra: syrische Geflüchtete wurden in Portugal überwiegend offen aufgenommen.

Seit dem syrischen Bürgerkrieg hat Portugal einige tausend syrische Flüchtlinge aufgenommen. Diese werden dort vergleichsweise gut aufgenommen. Ende 2017 waren bereits fast die Hälfte von ihnen im portugiesischen Arbeitsmarkt integriert bzw. in Ausbildung.
Portugal ist kein bevorzugtes Ziel syrischer Kriegsflüchtlinge, doch entscheiden sich mehr Syrer für Portugal, seit sie in den Flüchtlingslagern auf portugiesische Hilfsorganisationen wie Coragem Disponível, Assistência Médica Internacional u. a. treffen, die über Portugal und die Situation dort aufklären und ihnen bei der Weiterreise dorthin helfen.
Die Aufnahme der syrischen Neuankömmlinge in Portugal läuft vergleichsweise problemlos. Auch berichten die Medien nicht nur über Probleme, die politisch ganz überwiegend von der rechtspopulistischen Partei Chega in die öffentliche Diskussion geführt werden, sondern meist positiv über die syrischen Flüchtlinge in Portugal, etwa wenn diese dort Restaurants eröffnen, schnell die Sprache lernen oder als Freiwillige in gemeinnützigen Projekten arbeiten. Auch werden im Fernsehen immer wieder erfolgreiche Beispiele gezeigt, insbesondere syrische Familien, die sich über ihre neuen persönlichen Entwicklungsmöglichkeiten und die freundliche und friedliche, geordnete gesellschaftliche Lage zufrieden zeigen. Lediglich das im europäischen Vergleich niedrige Lohnniveau wird von ihnen häufig kritisch gesehen.

### Zahlen
Im Jahr 2020 waren 1108 syrische Staatsbürger in Portugal regulär gemeldet (ohne Geflüchtete und Asylbewerber), davon mit 451 die meisten in der Region der Hauptstadt Lissabon. Durch die relativ schnelle Einbürgerung Geflüchteter ist die tatsächliche Zahl der Einwohner Portugals mit syrischem Migrationshintergrund aber höher, gleichzeitig hat auch ein beträchtlicher Teil der aufgenommenen syrischen Geflüchteten Portugal wieder in Richtung andere Länder oder zurück nach Syrien verlassen.
Im Jahr 2009 waren drei Portugiesen konsularisch in Syrien registriert.

## Wirtschaft

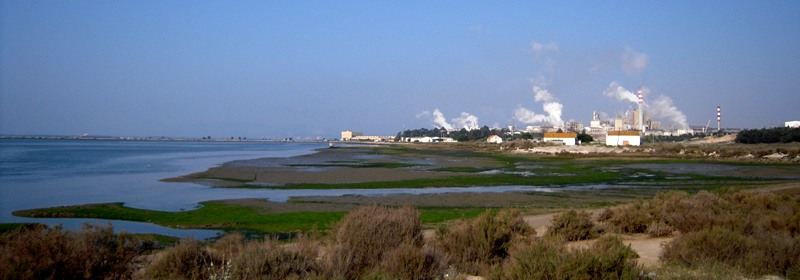
Fabrik der Soporcel in Setúbal: Papier und Karton (43,2 %) und Cellulosepaste (34,6 %) sind die wichtigsten Einzel-Exportgüter Portugals nach Syrien, von wo vor allem Textilien und Baumwollstoffe für die portugiesische Textilindustrie kommen (92,8 %).

Der bilaterale Handel ist vergleichsweise gering, insbesondere auf Grund des Bürgerkriegs in Syrien seit 2011, konnte sich seither aber wieder etwas erholen, trotz der weiter unterbrochenen offiziellen Beziehungen.
Im Jahr 2020 belief sich das Handelsvolumen zwischen Portugal und Syrien auf 14,996 Mio. Euro (2019: 19,476 Mio., 2018: 24,693 Mio., 2017: 15,657 Mio., 2016: 10,742 Mio., 2015: 4,878 Mio., 2010: 30,122 Mio., 2005: 13,729 Mio., 2000: 78,193 Mio.), mit einem schon traditionellen Handelsbilanzüberschuss zu Gunsten Portugals von 12,958 Mio. Euro (2019: 18,799 Mio., 2018: 16,545 Mio., 2017: 13,720 Mio., 2016: 8,832 Mio., 2015: 3,900 Mio., 2010: 14,230 Mio., 2005: 1,611 Mio., 2000: -64,991 Mio.). Damit stand Syrien im portugiesischen Außenhandel an 92. Stelle als Abnehmer und an 133. Stelle als Lieferant.
Im Jahr 2020 exportierte Portugal Waren im Wert von 13,977 Mio. Euro nach Syrien (2019: 19,138 Mio. 2018: 20,619 Mio.; 2017: 14,688 Mio.; 2016: 9,787 Mio., 2015: 4,389 Mio., 2010: 22,176 Mio., 2005: 7,670 Mio., 2000: 6,601 Mio.), davon waren 77,8 % Papier und Zellulose, 19,0 % landwirtschaftliche Erzeugnisse, 1,2 % Metalle und 0,8 % Maschinen und Geräte.
Im gleichen Zeitraum lieferte Syrien Waren im Wert von 1,019 Mio. Euro an Portugal (2019: 0,338 Mio., 2018: 4,074 Mio., 2017: 0,969 Mio., 2016: 0,955 Mio., 2015: 0,489 Mio., 2010: 7,946 Mio.; 2005: 6,059 Mio.; 2000: 71,592 Mio.), davon 92,8 % textile Stoffe (insbesondere Baumwolle und Rohwolle für die Textilindustrie) und 7,2 % landwirtschaftliche Erzeugnisse.
Die portugiesische Außenhandelskammer AICEP unterhält kein eigenes Kontaktbüro in Syrien, das Land wird vom AICEP-Büro in Zypern aus betreut.

## Kultur
Der portugiesische Kameramann Elso Roque arbeitete mit zwei syrischen Regisseuren zusammen. So übernahm er für Mohamed Malas Film Al Mahed 2006 die Kamera, und er fotografierte Ossama Mohammeds Film „Opfertod“ (2002).

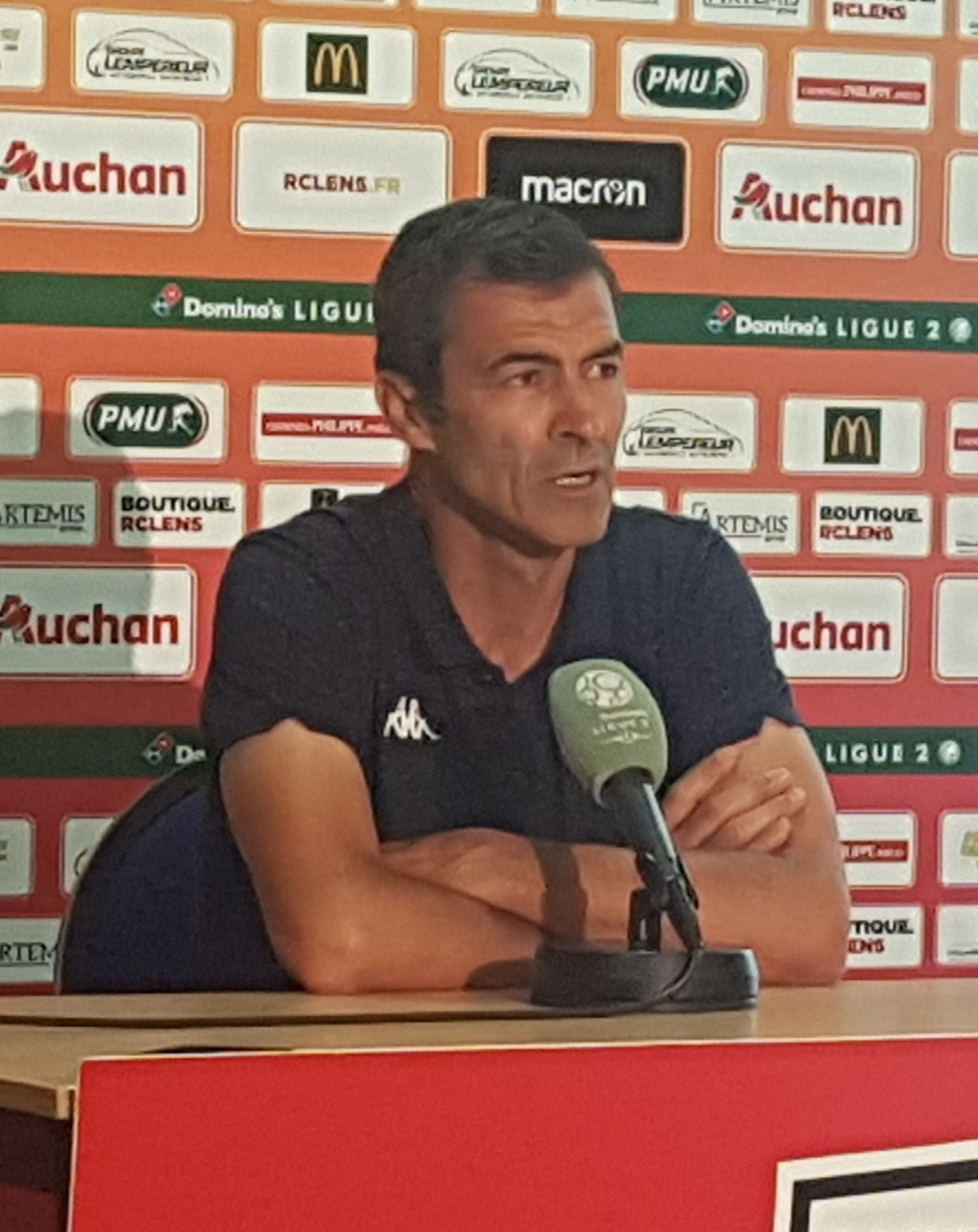
Rui Almeida als Trainer des französischen ES Troyes AC (2018). Von 2010 bis 2012 trainierte er die syrische Fußballolympiamannschaft.

## Sport
Die syrische und die portugiesische Fußballnationalmannschaft sind bislang nicht aufeinander getroffen, auch die der Frauen nicht (Stand: Mai 2022).
Nur selten laufen portugiesische oder syrische Fußballspieler für Klubs im jeweils anderen Land auf. Zu den wenigen Beispielen zählt der syrische Nationalspieler George Mourad, der 2011 für den portugiesischen Verein Portimonense SC spielte.
Der Portugiese Rui Almeida trainierte die syrische Fußballolympiamannschaft zwischen 2010 und 2012.